# Ochrolechia inaequatula
Ochrolechia inaequatula är en lavart som först beskrevs av William Nylander och som fick sitt nu gällande namn av Alexander Zahlbruckner. 
Ochrolechia inaequatula ingår i släktet Ochrolechia och familjen Ochrolechiaceae.  Arten är reproducerande i Sverige. Inga underarter finns listade i Catalogue of Life.